# Jornal do Commercio (Porto Alegre)
El Jornal do Commercio fue un periódico brasileño editado en la ciudad de Porto Alegre entre 1864 y 1911.

## Historia
Fundada por Luís Francisco Cavalcanti de Albuquerque, con Inácio de Vasconcelos Ferreira como redactor en jefe. El primer número se publicó el 1 de julio de 1863. Siguió muy de cerca la línea de su homónimo carioca, convirtiéndose en una de las publicaciones culturalmente más importantes de la provincia de Río Grande del Sur.
Fue sucesivamente propiedad de varias personas y grupos: Antônio Cândido da Silva Job & Cia., Aquiles Porto Alegre, etc. Fue dirigido por nombres importantes del periodismo de Río Grande del Sur, como Carlos von Koseritz, Caldas Júnior y Aquiles Porto Alegre. Entre sus colaboradores se encuentran, entre otros, Zeferino Brasil, Apolinário Porto Alegre y Germano Hasslocher.
En la época de la Revolución Federalista, se convirtió en el mayor periódico de Río Grande del Sur, con una tirada de 5000 ejemplares y una moderna imprenta, bajo el mando de Aquiles Porto Alegre. Fue vendido por Aquiles en 1899 convirtiéndose en un periódico oficial, sin opinión propia. Fue desacreditado por el público y su último ejemplar circuló el 1 de noviembre de 1911. 22 años después se lanzó el Jornal do Comércio, periódico que sigue en circulación hoy en día.